# Nebria jockischii
Nebria jockischii es una especie de escarabajo del género Nebria, familia Carabidae. Fue descrita científicamente por Sturm en 1815.

## Distribución geográfica
Habita en Francia, Alemania, Suiza, Austria, Chequia, Eslovaquia, Polonia, Ucrania, España, Italia, Eslovenia, Macedonia del norte, Albania, Grecia, Bulgaria y Rumania.